# 後秦州郡列表
本列表表示五胡十六國时期，割据关中、河南、陇东等地的后秦的所有州郡縣。后秦姚苌在384年渭河以北反前秦称万年秦王，386年，西燕东迁后，据有长安（后秦改为常安），称大秦皇帝。至394年，灭前秦，完全控制关中。396年，夺得河东、平阳；397年，夺得弘农、上洛；399年，夺得洛阳、荥阳、陈留；400年，灭西秦，得陇西；403年，灭后凉，夺得武威，又夺得南阳、颍川、梁、陈等地；405你年，夺得汉中、汝南等地，势力发展到最大。共据有司、雍、秦、河、凉、并、豫、兖、徐、荆、梁十一州之地。405年，丢失荆州，406年，丢失凉州，407年，丢失梁州，409年西秦复国，丢失河州，416年东晋夺取豫、兖、徐三州，417年，被东晋所灭，立国33年。
下表中，以 藍色背景代表后秦各州，所領各郡、縣則分別列於其下。
| 州/郡名          | 治所                                                                                         | 属县 | 备注 |
| ---------------- | -------------------------------------------------------------------------------------------- | --- | --- |
| 司隸             | 常安（今陕西省西安市未央区）                                                                 | 辖郡：京兆尹、馮翊郡、咸陽郡、扶風郡、始平郡、北地郡、安定郡、新平郡、趙興郡、長城郡、隴東郡、平涼郡、撫夷護軍、銅官護軍、馮翊護軍、土門護軍、三原護軍、宜君護軍 后来，新置平原郡、安夷護軍 387年，隴東郡、平涼郡改属秦州 399年，安定郡、新平郡、趙興郡、平原郡、長城郡改属雍州 | 384年，后秦在北地郡建立 385年，由前秦夺得安定郡、新平郡、趙興郡、長城郡、隴東郡、平涼郡、撫夷護軍、銅官護軍、馮翊護軍、土門護軍、三原護軍、宜君護軍 386年，由西燕夺得京兆尹、馮翊郡、咸陽郡、扶風郡、始平郡，设立司隸校尉，定都长安，改名常安                       |
| 京兆尹（京兆郡） | 常安（今陕西省西安市未央区）                                                                 | 常安县、杜陵县、霸陵县、蓝田县、高陆县、万年县、新丰县、阴槃县、郑县、渭南县 | 386年，由西燕夺得 |
| 馮翊郡           | 临晋（今陕西省大荔县东）                                                                     | 临晋县、下邽县、重泉县、频阳县、粟邑县、郃阳县、夏阳县、莲芍县，后废除莲芍县 | 386年，由西燕夺得 |
| 扶風郡           | 池阳（今陕西省泾阳县西北）                                                                   | 池阳县、美阳县、好畤县、宛川县、雍县、汧县（二县387-394年一度属前秦）、郿县、陈仓县（二县391-394年一度属前秦） | 386年，由西燕夺得 |
| 始平郡           | 槐里（今陕西省兴平市东南）                                                                   | 槐里县、武功县、始平县、鄠县、盩厔县 | 386年，由西燕夺得 |
| 北地郡           | 泥陽（今陕西省铜川市耀州区南）                                                               | 泥陽县、富平县、灵武县 | 384年，夺前秦而得 |
| 咸陽郡           | 渭城（今陕西省咸阳市渭城区）                                                                 | 渭城县、泾阳县 | 386年，由西燕夺得 |
| 撫夷護軍         | 不详                                                                                         | | 385年，由前秦夺得 |
| 馮翊護軍         | 不详                                                                                         | | 385年，由前秦夺得 |
| 銅官護軍         | 銅官（今陕西省铜川市耀州区）                                                                 | | 385年，由前秦夺得 |
| 土門護軍         | 土門（今陕西省富平县东北）                                                                   | | 385年，由前秦夺得 |
| 三原護軍         | 三原（今陕西省淳化县东北）                                                                   | | 385年，由前秦夺得 |
| 宜君護軍         | 宜君（今陕西省铜川市耀州区西南）                                                             | | 385年，由前秦夺得 |
| 安夷護軍         | 不详                                                                                         | | 后秦新置 |
| 杏城鎮           | 杏城（今陕西省黄陵县西南）                                                                   | | 385年由前秦夺得，386年被前秦夺回，387年再由前秦夺得，415年失陷于夏国 |
| 三堡鎮           | 三堡（今陕西省宜川县东北）                                                                   | | 385年由前秦夺得，415年失陷于夏国 |
| 李闰镇           | 李闰（今陕西省蒲城县东）                                                                     | | 386年之后分冯翊郡置 |
| 雍州             | 临泾（今甘肃省镇原县东南）                                                                   | 辖郡：安定郡、新平郡、趙興郡、長城郡、平原郡、中部郡、安定護軍 | 399年，分司隶校尉5郡设雍州，后新置中部郡、安定護軍，415年中部郡、長城郡被夏国夺取 |
| 安定郡           | 临泾（今甘肃省镇原县东南）                                                                   | 临泾县、朝那县、乌氏县、阴密县、西川县、鹑觚县、焉弌县、贰县 | 385年，由前秦夺得，属司隶校尉，399年来属 |
| 新平郡           | 新平（今陕西省彬州市）                                                                       | 新平县、汾邑县 | 385年，由前秦夺得，属司隶校尉，399年来属 |
| 趙興郡           | 不详                                                                                         | 趙安县 | 385年，由前秦夺得，属司隶校尉，399年来属 |
| 長城郡           | 長城（今陕西省洛川县西北）                                                                   | 長城县、洛川县（洛川为后秦新置） | 385年，由前秦夺得，属司隶校尉，399年来属 |
| 平原郡           | 不详                                                                                         | | 后秦分安定郡置，属司隶校尉，399年来属 |
| 中部郡           | 中部（今陕西省黄陵县西南）                                                                   | 中部县 | 399年置 |
| 安定護軍         | 不详                                                                                         | | 后秦新置 |
| 安定镇           | 不详                                                                                         | | 385年之后分安定郡置 |
| 秦州             | 上邽（386-387，396-417年，今甘肃省天水市秦州区） 泾阳（387-396年，今甘肃省平凉市崆峒区西北） | 辖郡：天水郡、略陽郡、隴東郡、平涼郡、南平郡、隴西郡、南安郡、金城侨郡 | 386年置，领天水郡、略陽郡 387年，隴東郡、平涼郡来属 389年天水郡、略陽郡被仇池所得，平涼郡被前秦所得 394年平涼郡来属 396年天水郡、略陽郡来属，置南平郡 400年隴西郡、南安郡来属 409年金城侨郡来属 410年金城侨郡、隴西郡、南安郡被西秦所得 411年罢南平郡，陇西侨郡来属 |
| 天水郡           | 上邽（今甘肃省天水市秦州区）                                                                 | 上邽县、冀县、新陽县、成紀县、顯新县（后废顯新） | 386年，由前秦夺得，389年，被仇池所得，396年由西秦夺得冀县、新陽县、成紀县，由姜乳夺得上邽县 |
| 略陽郡           | 臨渭（今甘肃省天水市麦积区东） 臨渭县柏阳堡                                                  | 臨渭县、略陽县、隴城县、清水县、平襄县（后废平襄） | 386年，由前秦夺得，389年，被仇池所得，396年由西秦夺得 |
| 隴東郡           | 泾阳（今甘肃省平凉市崆峒区西北）                                                             | 泾阳县 | 385年，由前秦夺得 |
| 平涼郡           | 鹑阴（今甘肃省华亭县西）                                                                     | 鹑阴县 | 385年，由前秦夺得，389年，被前秦所得，394年由前秦夺得 |
| 南平郡           | 水洛（今甘肃省庄浪县）                                                                       | 水洛县 | 396年，分略陽郡置，411年废 |
| 隴西郡           | 襄武（今甘肃省陇西县东南渭水西岸）                                                           | 襄武县、首陽县 | 400年，由西秦夺得，410年，被西秦所得，411年改为侨郡 |
| 南安郡           | 獂道（今甘肃省陇西县东南渭水东岸）                                                           | 獂道县、新興县、中陶县 | 400年，由西秦夺得，410年，被西秦所得 |
| 金城郡           | 不详                                                                                         | | 409年，由河州侨置，410年，被西秦所得 |
| 河州             | 枹罕（今甘肃省临夏市一带）                                                                   | 辖郡：興晉郡、苑川郡、金城郡、武始郡、安固郡、大夏郡、武城郡、武陽郡、苑川護軍 | 400年置，409年，西秦复国，河州失陷 |
| 興晉郡           | 枹罕（今甘肃省临夏市一带）                                                                   | 枹罕县、永固县、临津县、河关县 | 400年，由西秦夺得，409年，被西秦所得 |
| 金城郡           | 金城（今甘肃省兰州市西固区）                                                                 | 金城县、榆中县、鹯武县、支阳县、允吾县 | 400年，由西秦夺得，409年，被西秦所得 |
| 苑川郡           | 苑川（今甘肃省榆中县宛川河流域）                                                             | （不详） | 400年，由西秦夺得，409年，被西秦所得 |
| 武始郡           | 狄道（今甘肃省临洮县）                                                                       | 狄道县、遂平县、武街县、始興县、第五县、真仇县 | 400年，由西秦夺得，409年，被西秦所得 |
| 安固郡           | 安固（今甘肃省临洮县东南）                                                                   | 安固县、石门县、桑城县、臨洮县、洮陽县、侯和县 | 400年，由西秦夺得，409年，被西秦所得 |
| 大夏郡           | 大夏（今甘肃省广河县西北）                                                                   | 大夏县、金剑县、宛戍县 | 400年，由西秦夺得，409年，被西秦所得 |
| 武城郡           | 不详                                                                                         | | 400年，由西秦夺得，409年，被西秦所得 |
| 武陽郡           | 不详                                                                                         | | 400年，由西秦夺得，409年，被西秦所得 |
| 苑川護軍         | 苑川（今甘肃省榆中县宛川河流域）                                                             | | 400年，由西秦夺得，409年，被西秦所得 |
| 涼州             | 姑臧（今甘肃省武威市）                                                                       | 辖郡：武威郡、武興郡、番禾郡、倉松郡 | 403年置，406年，被南凉所得 |
| 武威郡           | 姑臧（今甘肃省武威市）                                                                       | 姑臧县、宣威县、揟次县、晏然县、祖厉县 | 401年，由后凉夺得晏然县，403年，由后凉夺得姑臧县、宣威县、揟次县、祖厉县，406年，被南凉所得 |
| 武興郡           | 武興                                                                                         | 武兴县、大城县、乌支县、襄武县、嘉麟县、新鄣县、平狄县、司监县 | 403年，由后凉夺得，406年，被南凉所得 |
| 番禾郡           | 番禾（今甘肃省永昌县）                                                                       | 番禾县、苕藋县 | 403年，由后凉夺得，406年，被南凉所得 |
| 倉松郡           | 显美（今甘肃省武威市凉州区南）                                                               | 显美县、倉松县、骊靬县、魏安县、漠口县 | 原名昌松郡，403年，由后凉夺得，改昌松郡为倉松郡，改昌松县为倉松县，406年，被南凉所得 |
| 并州             | 蒲坂（今山西省永济市蒲州镇蒲州古城）                                                         | 辖郡：河東郡、平陽郡、河北郡、泰平郡 | 396年置并冀二州，不久改为并州 |
| 河東郡           | 安邑（今山西省夏县西北）                                                                     | 安邑县、蒲坂县、闻喜县、解县、猗氏县 | 396年，夺柳恭而得，分其三县设河北郡 |
| 河北郡           | 河北（今山西省芮城县北）                                                                     | 河北县、大阳县、垣县 | 396年，分河東郡置 |
| 平阳郡           | 匈奴堡（今山西省临汾市尧都区西南）                                                           | 平陽县、臨汾县、皮氏县 | 396年，夺西燕故将而得，分其三县设泰平郡 |
| 泰平郡           | 蒲子（今山西省隰县龙泉镇）                                                                   | 蒲子县、狐讘县、北屈县 | 396年，分平阳郡置，404年，被北魏所得 |
| 匈奴镇           | 匈奴堡（今山西省临汾市尧都区西南）                                                           | | 396年置 |
| 豫州             | 陕城（今河南省三门峡市西） 洛阳（今河南省洛阳市汉魏故城）                                    | 辖郡：河南郡、滎陽郡、弘農郡、華山郡、上洛郡 | 397年置，下辖弘農郡、華山郡、上洛郡，399年又夺得河南郡、滎陽郡，416年，河南郡、滎陽郡被东晋夺回 |
| 河南郡           | 洛阳（今河南省洛阳市汉魏故城）                                                               | 洛阳县、河南县、鞏县、河陰县、新安县、成皋县、緱氏县、陽城县、新城县、陸渾县、梁县 | 399年，夺东晋而得，416年，被东晋所得 |
| 滎陽郡           | 滎陽（今河南省荥阳市东北）                                                                   | 滎陽县、京县、密县、卷县、陽武县、苑陵县、中牟县、開封县 | 399年，夺东晋而得，416年，被东晋所得 |
| 弘農郡           | 弘农（今河南省灵宝市北）                                                                     | 弘农县、陕县、宜阳县、渑池县、卢氏县、朱阳县 | 397年，夺东晋而得 |
| 華山郡           | 湖县（今河南省灵宝市西北）                                                                   | 湖县、华阴县 | 397年，夺东晋而得 |
| 上洛郡           | 上洛（今陕西省商洛市商州区）                                                                 | 上洛县、商县、丰阳县 | 原名北上洛郡，397年，由东晋夺得，改北上洛郡为上洛郡，改北商县为商县 |
| 兗州             | 仓垣（今河南省开封市城区东北）                                                               | 辖郡：陳留郡 | 399年置，416年，被东晋所得 |
| 陳留郡           | 小黃仓垣（今河南省开封市城区东北）                                                           | 小黃县、浚儀县、封丘县、雍丘县、扶沟县、尉氏县、襄邑县、陈留县 | 399年由东晋夺得，416年，被东晋所得 |
| 徐州             | 项城（今河南省沈丘县）                                                                       | 辖郡：陳郡、潁川郡、襄城郡、梁郡、汝陰郡、汝陽郡、南頓郡、汝南郡、新蔡郡 | 403年置，下辖陳郡、潁川郡、襄城郡、梁郡、汝陰郡、汝陽郡、南頓郡，405年又夺得汝南郡、新蔡郡，416年，全州被东晋夺回 |
| 陳郡             | 陳县（今河南省淮阳县）                                                                       | 陳县、項县、長平县、陽夏县、武平县、谷阳县、西华县 | 403年由东晋夺得，416年，被东晋所得 |
| 潁川郡           | 許昌（今河南省许昌县东）                                                                     | 許昌县、長社县、潁陰县、臨潁县、郾县、邵陵县、鄢陵县、新汲县、阳翟县 | 403年由东晋夺得，416年，被东晋所得 |
| 襄城郡           | 襄城（今河南省襄城县）                                                                       | 襄城县、繁昌县、郟县、定陵县、父城县、昆陽县、舞陽县 | 403年由东晋夺得，416年，被东晋所得 |
| 梁郡             | 睢阳蠡台（今河南省商丘市睢阳区西南）                                                         | 睢陽县、蒙县、虞县、下邑县、寧陵县、穀熟县 | 403年由东晋夺得，416年，被东晋所得 |
| 汝陽郡           | 汝陽（今河南省商水县西北）                                                                   | 汝陽县 | 403年由东晋夺得，416年，被东晋所得 |
| 南頓郡           | 南頓（今河南省项城市西南）                                                                   | 南頓县 | 403年由东晋夺得，416年，被东晋所得 |
| 汝南郡           | 新息（今河南省息县西南）                                                                     | 新息县、南安陽县、安成县、慎陽县、北宜春县、朗陵县、陽安县、上蔡县、平輿县、定潁县、灈陽县、吳房县、西平县 | 405年由东晋夺得，416年，被东晋所得 |
| 新蔡郡           | 新蔡（今河南省新蔡县）                                                                       | 新蔡县、固始县、鮦陽县、苞县 | 405年由东晋夺得，416年，被东晋所得 |
| 荊州             | 不详                                                                                         | 辖郡： 南鄉郡、順陽郡、新野郡、舞陰郡、南陽郡 | 403年置，405年被东晋夺回 |
| 南鄉郡           | 南鄉（今河南省淅川县西南）                                                                   | 南鄉县、析县 | 403年由东晋夺得，405年，被东晋所得 |
| 順陽郡           | 酂县（今湖北省丹江口市东南）                                                                 | 酂县、顺阳县、武当县、阴县、筑阳县、汎阳县 | 403年由东晋夺得，405年，被东晋所得 |
| 新野郡           | 新野（今河南省新野县）                                                                       | 新野县、穰县、蔡阳县、邓县、棘阳县 | 403年由东晋夺得，405年，被东晋所得 |
| 舞陰郡           | 舞陰（今河南省泌阳县北）                                                                     | 舞陰县、比陽县 | 403年由东晋夺得，405年，被东晋所得 |
| 南陽郡           | 宛县（今河南省南阳市宛城区）                                                                 | 宛县、西鄂县、鲁阳县、雉县、犨县、淯陽县、博望县、堵陽县、葉县、涅陽县、冠軍县、酈县 | 403年由东晋夺得，405年，被东晋所得 |
| 梁州             | 南郑（今陕西省汉中市汉台区）                                                                 | 辖郡：漢中郡 | 405年置，407年被仇池夺回 |
| 漢中郡           | 南郑（今陕西省汉中市汉台区）                                                                 | 南郑县、蒲池县、褒中县、沔阳县、成固县、西乡县 | 405年由仇池夺得，407年，被仇池所得 |